# Thoopterus nigrescens
Thoopterus nigrescens é uma espécie de morcego da família Pteropodidae. Endêmica da Indonésia.